# 아카토네
《아카토네》(이탈리아어: Accattone)는 이탈리아에서 제작된 피에르 파올로 파솔리니 감독의 1961년 영화이다. 프랑코 치티 등이 주연으로 출연하였고 알프레도 비니 등이 제작에 참여하였다.

## 출연

### 주연
- 프랑코 치티

### 조연
- 프란카 파수트
- 실바나 코르시니
- 파올라 구이디
- 아드리아나 아스티
- 모니카 비티 (크레디트 미기재)

## 제작진
- 미술: 플라비오 모게리니